# Areté

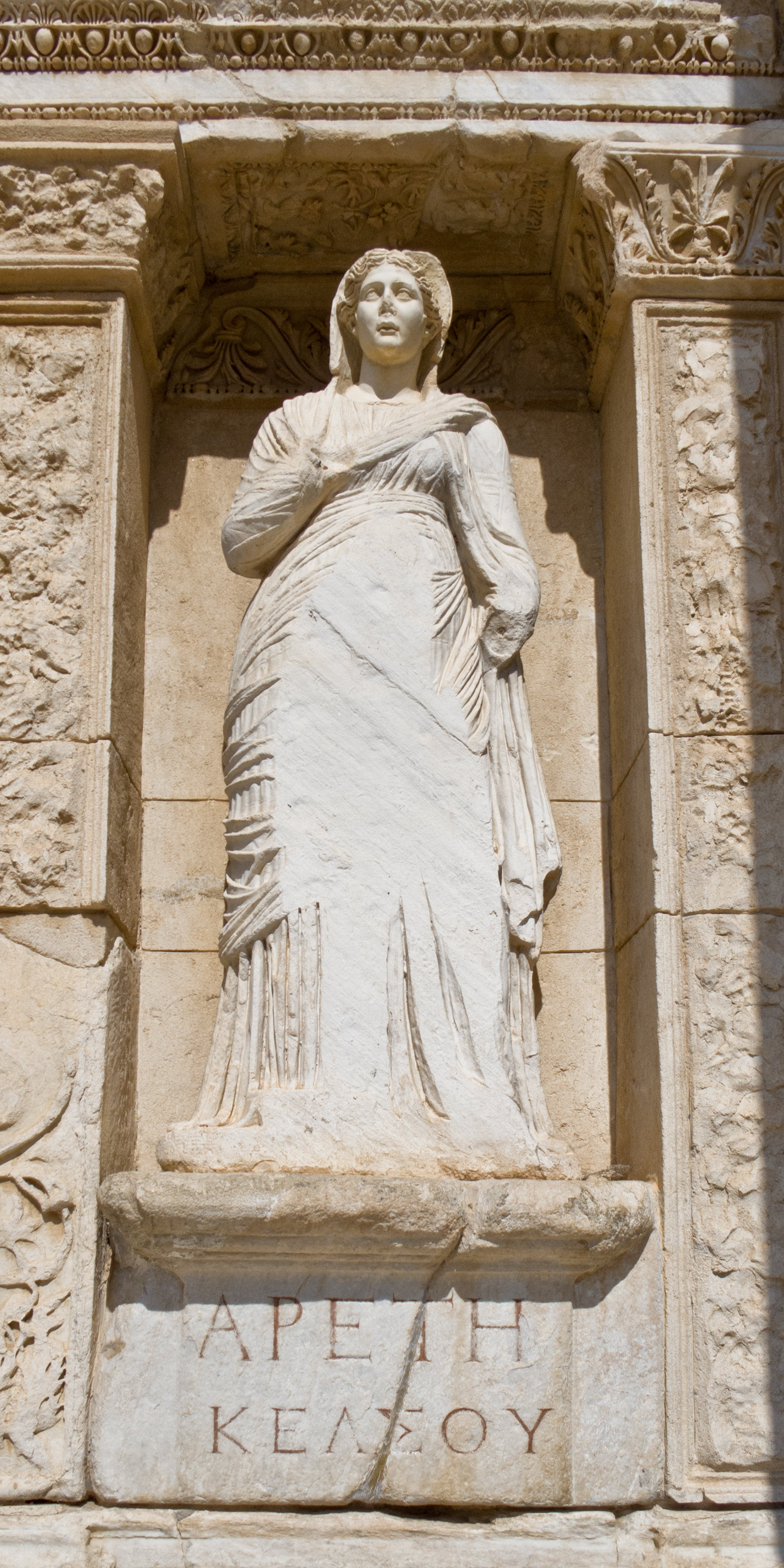
Personifikacja areté w Bibliotece Celsusa w Efezie (II w. n.e.)

Areté (gr. ἀρετή) – tłumaczone jako doskonałość, cnota, dzielność, jedno z podstawowych pojęć etycznych starożytnej Grecji. Z terminu tego wywodzi się nazwa jednego z zasadniczych typów teorii moralnej: etyka aretaiczna (etyki cnót).
Areté odnoszona była nie tylko do ludzi, ale i do przedmiotów, oznaczając ich doskonałość w zakresie funkcji, jaką przedmiot miał wypełniać.
Grecka areté została przetłumaczona na łacinę jako virtus. W tej postaci przejęło ją chrześcijaństwo, co stało się źródłem pojęcia cnoty.
Osoby wyposażone w areté określane były jako agathon (dobre), kalon (szlachetne, piękne). Ideałem życia i wychowania była kalokagatia (καλὸς κἀγαθός, kalos kagathos) – czyli połączenie piękna i dobra. Brak areté określany był jako stgr. κακία – kakia (wada).

## Historia pojęcia
Zarówno znaczenie terminu, jak i to, jakie cechy uznawano za areté, zmieniały się w czasie. Początkowo areté oznaczała męstwo i bohaterstwo. W okresie archaicznym miejsce jednostki w społeczeństwie i jej powinności były ściśle wyznaczone. Cnota polegała na wypełnianiu powinności związanych z rolą społeczną jednostki, wynikającymi z jej urodzenia.
Początkowo areté oznaczała męstwo i bohaterstwo, a także tężyznę i sprawność fizyczną (stąd tłumaczona bywa jako dzielność czy mężność) , co związane było z wojowniczym charakterem społeczeństw w okresie archaicznym. Posiadanie cnoty (bycie agathoi) było utożsamiane z byciem arystokratą, natomiast pospólstwo było określane jako kakoi.
Z czasem areté uniezależniła się od statusu i pochodzenia społecznego. Zasadnicza zmiana znaczeniowa zaszła w okresie klasycznym. Wraz z odejściem od kultury arystokratyczno-wojowniczej i rozwojem osiadłego życia miejskiego skoncentrowanego na polis, areté stało się ogólną zaletą moralną, wychwalaną i analizowaną przez poetów i filozofów. Zaczęto wyróżniać wiele cnót, które opisywano i zestawiano ze sobą. Sofiści rozumieli ją jako pewną praktyczną zdatność do osiągania celów. Za sprawą Sokratesa areté zyskało znaczenie bliskie współczesnej cnocie. Stała się ona zaletą moralną, dostępną każdemu człowiekowi.
W epoce klasycznej pojawił się również problem, na ile areté można się nauczyć. Dla Sokratesa areté była wiedzą moralną i można ją było nabyć. Sokrates rozprawiał o wielu cnotach, m.in. o sprawiedliwości (dikaiosyne), umiarkowaniu (sophrosyne) czy odwadze (andreia). Aby je posiadać, należało przede wszystkim wiedzieć czym jest cnota (intelektualizm etyczny). Późniejsi autorzy, np. Platon i Arystoteles, odeszli jednak od tego poglądu, uznając, obok części rozumnej duszy, również część nierozumną, a części cnót nie da się nabyć przez naukę, choć można się w nich ćwiczyć.
Uczeń Sokratesa, Platon, widział cnoty jako warunek zdrowia duszy. Dzielił on duszę na trzy części, według przysługujących im cnót: mądrości (dusza rozumna), męstwa (dusza popędliwa) i umiarkowania (dusza pożądliwa). Te trzy cnoty harmonizowane były przez cnotę nadrzędną – sprawiedliwość. Na wzór duszy indywidualnej zbudowane miało być też idealne polis, w którym każdej części duszy odpowiadać miał odrębny stan społeczny, charakteryzujący się odpowiednią cnotą. Również Platon, w IV księdze Państwa, ustalił listę czterech cnót naczelnych (później nazwanych kardynalnymi) (mądrości, męstwa, umiarkowania i sprawiedliwości, które zarazem odpowiadały częściom duszy oraz stanom społecznym.
Szczegółowej analizy i klasyfikacji cnót dokonał Arystoteles. Cnoty miały dla niego charakter bardziej indywidualny – można mieć pewne z cnót, nie mając innych. W przeciwieństwie do większości autorów, nie uznawał on cnoty za cechę prostą, która może podlegać maksymalizacji, ale za punkt środkowy, harmonię, pomiędzy dwoma skrajnościami, np. odwaga jest cnotą położoną między tchórzostwem a zuchwalstwem, a taktowny dowcip jest cnotą pomiędzy błazeństwem a nieokrzesaniem. Cnota nie może więc być maksymalizowana, lecz polega na zachowywaniu umiaru, właściwej miary.